# Navajána

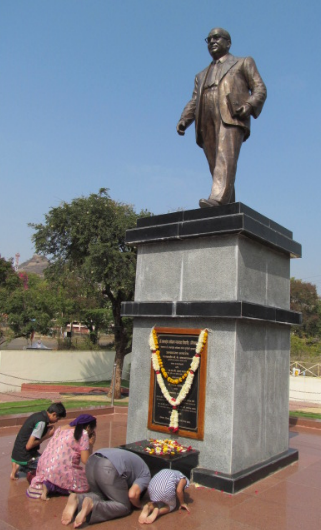
Emberek fejezik ki tiszteletüket Babasaheb Ambedkar bódhiszattva szobra előtt a Dr. Babasaeb Ámbédkar Marathváda Egyetemen, az indiai Aurangábád városban.

A navajána (páli: नवयान navajűna, ‘új szekér’) modernkori, világi buddhista irányzat, amely szerint egy új buddhista irányzat is tekinthető jánának, a buddhizmus egyik fő ágának, a hagyományosan elfogadott théraváda, mahájána és vadzsrajána irányzatok mellett. Ezt a státuszt követeli magáénak a dalit buddhista mozgalom és a nyugati buddhizmus. A dalit buddhista mozgalom szellemi atyjaként tartott Bhímráo Rámdzsí Ámbédkar többek között elvetett olyan alapvető buddhista tanokat, mint az anatta (nem-én állapota), a karma, az újjászületés, a meditáció,  vagy a négy nemes igazság.

## Eredete
|  | „Elfogadom és követem Buddha tanításait. Távol fogom tartani az embereimet a hínajána és a mahájána két vallási rendjétől. A mi Buddha Dharmánk az új Buddha Dhamma, a navajána.” |
|  | – Bhímráo Rámdzsí Ámbédkar |

Az amerikai George Boeree (2002) nyugati szemmel ír a navajána buddhizmusról: 
"Sokunkra, keletiekre és nyugatiakra egyaránt, nagy hatással volt a buddhizmus tanulmányozása, mégsem tudtunk egyik szekta vagy buddhista értelmezés mellett elkötelezni magunkat. Továbbá sokunk, főleg a Nyugatiak, mély értelműnek találja ugyan a buddhizmust, mégsem tudjuk teljes szívvel elfogadni bizonyos buddhizmussal kapcsolatos ideákat. Ez kissé ellentmondásos helyzetbe hoz bennünket, hogy kik és mik vagyunk. [...]"

"Ez egyáltalán nem azt jelenti, hogy mi lenézzük a többi buddhista irányzatot, vagy, hogy jobban vagy tisztábban értelmezzük a buddhista életmódot. Mi csak szeretnénk elismerni Buddha tanításainak mélységét. Emiatt szeretném ajánlani a navajána buddhizmus kifejezést (a megvilágosodás új szekere) azok számára, akik ilyen módon szeretnék azonosítani önmagukat."

## További olvasmányok
- Jondhale, Surendra;  Beltz, Johannes (2004). Reconstructing the world : B.R. Ambedkar and Buddhism in India, New Delhi : Oxford University Press, ISBN 0195665295
- Bellwinkel-Schempp, M. (2007). From Bhakti to Buddhism: Ravidas and Ambedkar, Economic and Political Weekly, June, 9, 2007

## Külső hivatkozások
- P.J.C.L. van der Velde, "The Biography, 'Navayana' as the 'new Vehicle' and Upaya", Radboud University, The Netherlands Psychotherapy and Buddhism
- Byung-Jo Chung, "Navayāna Buddhism: A Fresh Direction for Buddhism to Reflect the New Millenium", International Journal of Buddhist Thought & Culture, (September 2003, Vol. 3).